# Fedor den Hertog
Fedor Iwan den Hertog (20 de abril de 1946 — 12 de fevereiro de 2011) foi um ciclista holandês que representou os Países Baixos nos Jogos Olímpicos de Verão de 1968 e 1972, conquistando a medalha de ouro em 1968 nos 100 km contrarrelógio pro equipes, ao lado de Joop Zoetemelk, René Pijnen e Jan Krekels. Também venceu o campeonato nacional de estrada em 1977.